# مشک‌موش
مشک‌موش (نام علمی: Desmanini) نام یک تبار از تیره کورموش‌ها است.